# Fiat Engineering
La société Fiat Engineering était le bureau d'ingénierie travaux de génie civil du groupe Fiat SpA jusqu'en 2004, date à laquelle cette structure fut cédée au groupe italien Maire Engineering.

## Histoire
La société Fiat SpA se dote d'une division Engineering dans les années 1930, pour gérer la conception et la maîtrise d'œuvre des nouvelles usines du groupe Fiat en Italie et à travers le monde. Fiat Engineering traite tous les points techniques, depuis le gros œuvre jusqu'à la ligne de fabrication. 
Après la Seconde Guerre mondiale, la division se développe en raison des travaux de reconstruction à entreprendre en Europe notamment des usines du groupe Fiat.
Durant les années 1960, Fiat Engineering accompagne la forte croissance du groupe Fiat dans le monde en créant de nouveaux sites industriels comme l'usine géante VAZ-Lada de Togliattigrad sur la Volga (ex URSS). Elle se lancera également dans la conception de centrales électriques avec des turbines à gaz dont Fiat Grandi Motori Trieste, devenue ensuite Fiat TTG, était devenu un des leaders mondiaux.
En 1972, la division Engineering devient une société indépendante avec le regroupement au sein de Fiat Engineering SpA de toutes les activités constructions et installations techniques.
Jusqu'en 2000, Fiat Engineering réalisera tous les centres industriels du groupe Fiat à travers le monde et sera le bureau d'études de la société Fiat Impresit.
En 2001, Fiat Engineering intègre une partie du bureau d'études de Fiat Avio et renforce ainsi encore son potentiel dans le domaine énergétique.
En 2004, face à la grave crise financière qui l'affecte, Fiat Group cède sa branche Fiat Engineering au groupe italien Maire et devient Maire Engineering avec l'intégration des départements ingénierie des différentes sociétés qui composent le groupe Maire.
En 2005, Maire Holding rachète Tecnimont au groupe Edison SpA (ex Montedison) en doublant son chiffre d'affaires et accroit de ce fait son potentiel au niveau mondial.